# Спортно училище „Васил Левски“ (Пловдив)
Спортно училище „Васил Левски“ в град Пловдив е най-старото спортно училище в България. В многогодишната си история училището поставя основите за изграждане на много спортисти, прославили България по целия свят.

## История
Основано е през 1949 година като Техникум за физическа култура и спорт. От 1974 г. техникумът носи името на българския революционер и Апостол на свободата Васил Левски.
Училището се гордее с осем олимпийски, четиридесет и девет световни, четиридесет и седем европейски титли.

## База
Училище разполага с материална база, осигуряваща необходимите условия за учение, спорт и отдих:
- учебен корпус с осемнадесет кабинета,
- зали за волейбол и баскетбол, спортна гимнастика, вдигане на тежести, джудо, борба, бокс, лекоатлетическо хале, плувен басейн и др.
- общежитие, и
- хранителен комплекс, състоящ се от две крила.

До училището се намира Диспансер по спортна медицина, Гребния канал, стадион „Пловдив“, спортен комплекс „Пловдив“, плувен басейн, спортна зала и тенис комплекс.

## Изявени спортисти, възпитаници на училището
- Стефка Костадинова – лека атлетика
- Николай Бухалов – кану
- Йордан Йовчев – спортна гимнастика
- Димитър Камбурски – академично гребане
- Петър Драгиев – волейбол
- Аргира Кърджалиева – спортна акробатика
- Иванка Бадалска – каяк
- Гинка Загорчева – лека атлетика
- Огняна Петрова – каяк
- Лалка Берберова – академично гребане
- Диана Палийска – каяк
- Калофер Христозов – спортна гимнастика
- Стоян Ненчев – борба свободен стил
- Кирил Петков – борба класически стил
- Иван Абаджиев – вдигане на тежести
- Велик Капсъзов – спортна гимнастика
- Георги Стойковски – лека атлетика
- Райчо Христов – спортна гимнастика
- Стоян Делчев – спортна гимнастика
- Ваня Гешева – каяк
- Асен Златев – вдигане на тежести
- Пенка Стоянова – баскетбол
- Румен Александров – вдигане на тежести
- Генчо Цветанов – акробатика
- Ангелина Михайлова – баскетбол
- Каспар Симеонов – волейбол
- Анка Узунова – волейбол
- Вичо Михайлов – акробатика
- Стоян Стоев – волейбол
- Стефан Топуров – вдигане на тежести
- Петя Чолакова – художествена гимнастика
- Атанас Търев – лека атлетика
- Севдалин Маринов – вдигане на тежести
- Минчо Пашов – вдигане на тежести
- Стефка Мадина – академично гребане
- Красимира Божилова – художествена гимнастика
- Стоян Гунчев – волейбол
- Лилия Филипова – художествена гимнастика
- Магдалена Георгиева – академично гребане
- Петър Мерков – каяк
- Ива Пранджева – лека атлетика
- Красимир Дунев – спортна гимнастика
- Милен Добрев – вдигане на тежести
- Бонка Пинджева – каяк
- Деляна Дачева – каяк
- Иван Стоицов – вдигане на тежести

и много други.